# فينسينزو ديلورو
فينسينزو ديلورو (بالإيطالية: Vincenzo Dell'Oro)‏ (11 نوفمبر 1899 – القرن الـ20) هو ملاكم إيطالي راحل، مثّل بلاده في الألعاب الأولمبية الصيفية 1920.

## روابط خارجية
فينسينزو ديلورو على موقع أوليمبيديا (الإنجليزية)